# Bent Knee (album)
Bent Knee è il primo album in studio del gruppo musicale statunitense omonimo, pubblicato il 27 settembre 2011.

## Tracce
Musiche di Ben Levin e Courtney Swain.
1. Urban Circus – 5:00
2. I Don't Love You Anymore – 3:10
3. Funeral – 4:23
4. I've Been This Way Before – 3:05
5. After Years of Love – 3:47
6. Little Specks of Calcium – 5:20
7. Styrofoam Heart – 7:49
8. Nave – 5:26

## Formazione
Gruppo
- Courtney Swain – voce, tastiera, arrangiamento
- Ben Levin – chitarra, voce, arrangiamento
- Riley Hagan – basso, arrangiamento
- Gavin Wallace-Ailsworth – batteria, arrangiamento
- Chris Baum – violino, arrangiamento
- Vince Welch – sound design, arrangiamento

Altri musicisti
- Philip Eberhart – fisarmonica

Produzione
- Vince Welch – produzione, missaggio
- Adam Brass – ingegneria del suono
- Randy Roos – mastering